# Синявка (Черкаський район)
Синя́вка — село в Україні, у Черкаському районі Черкаської області, підпорядковане Бобрицькій сільській громаді.
Населення становить 269 осіб 134 двори (2009; 322 особи в 2007).

## Історія
Згідно з документами середини XVII століття село належало Понятовському, населення якого надавало допомогу Богдану Хмельницькому.
Лаврентій Похилевич у своїй праці «Сказання про населені місцевості Київської губернії» в 1864 році пише:
|  | Синявка, село при реке Россаве. В начале прошлого века причислялась к Каневскому староству, а в конце принадлежало к вотчинам Станислава Понятковскаго; ныне по силе выкупного договора 1863 г., крестьяне, при содействии правительства, приобрели в собственность 548 десятин за 26,08 руб. В 1792 г. считалось здесь только 36 дворов и жителей 185 муж. и 181 жен. пола, обоего 366, а ныне 586 душ. Церковь во имя Иоана Крестителя, заложена в первый раз 21 мая 1778 г.; она была небольшая из дубового дерева о 3-х небольших куполах. 1797 г. она перестроена с расшерением, а в 1850 починена. По штатам состоит в 7-м классе; земли имеет 35 десятин... |

На початку XX століття село перейшло у власність Цезаря Шембека, де йому належало 693 десятини. Через відсутність заробітку, селяни ходили на роботу до Херсонської та Катеринославської губерній.
В Голодомор 1932—1933 років вимерло близько 30% населення села. В пам'ять цих жертв на цвинтарі був встановлений пам'ятний хрест.
У період німецько-радянської війни на фронті загинуло 80 односельців, серед них герой Радянського Союзу О. П. Волошин.

## Сучасність
На сьогодні в селі діють Будинок культури, фельдшерсько-акушерський пункт та магазин.

## Пам'ятки
- Синявський — гідрологічний заказник місцевого значення.

## Населення

### Мова
Розподіл населення за рідною мовою за даними перепису 2001 року:
| Мова       | Кількість | Відсоток |
| ---------- | --------- | -------- |
| українська | 317       | 98.45%   |
| російська  | 5         | 1.55%    |
| Усього     | 322       | 100%     |

## Відомі люди
В селі провів дитячі роки Герой Радянського Союзу — Волошин Олексій Прохорович.